# Héctor Libertella
Héctor Libertella (Bahía Blanca, 1945 - Provincia de Buenos Aires, 2006) fue un escritor argentino.

## Biografía
Nacido el 24 de agosto de 1945 en la ciudad bonaerense de Bahía Blanca, Libertella se dedicó a la literatura desde la infancia. Al alcanzar la pubertad, ya había concluido la escritura de alguna novela, así como leído todo lo que había podido encontrar de Jorge Luis Borges. Libertella debió ser un gran amante del cine: se dice que durante todo un año completo, hacía fines de la década de 1950, pasó cada una de las tardes viendo películas en los cines de su ciudad.[cita requerida]
En el año 1965 Libertella obtuvo (con una novela que permanece inédita) el primer lugar en el Premio Primera Plana de Novela Argentina. Tres años más tarde, El Camino de los Hiperbóreos recibió el Premio Paidós de Novela (1968), lo que permitió a Libertella dar por concluido el servicio militar obligatorio que por entonces cumplía y viajar a Estados Unidos, donde recorrió las mismas carreteras que sus admirados beatniks.
En su madurez, Libertella ejerció distintas prácticas en torno a la literatura: como autor, publicó cuentos, novelas e influyentes ensayos; como editor, fue director literario de Monte Ávila Editores de Venezuela, director y coordinador en la editorial de la Universidad Nacional Autónoma de México (UNAM) y gerente general del Fondo de Cultura Económica en Argentina. Como profesor, ejerció la docencia en las universidades de Nueva York, México y Buenos Aires; como investigador, se desempeñó en el área de Filología del CONICET (Consejo Nacional de Investigaciones Científicas y Técnicas de la Argentina).
Libertella se ha convertido en un verdadero autor de culto, su obra ha sido reconocida tanto por críticos argentinos como extranjeros. Nicolás Rosa (1993) afirma que junto con Ricardo Piglia, Libertella es el iniciador de la “ficción crítica” en la Argentina y Damián Tabarovsky (2004) sostiene que Fogwill, Aira y Libertella conforman el canon vigente; Julio Ortega (2010) lo considera miembro de un “subcanon” que estaría en un segundo escalón respecto del integrado por Cortázar y Borges; Raúl Antelo, Marcelo Damiani y Alan Pauls, entre otros, le dedican importantes ensayos en la compilación El Efecto Libertella (2010).
Su hijo Mauro Libertella, también escritor, escribió -Mi libro enterrado- un retrato sobre Hector Libertella.
Unas semanas después de su muerte, comenzó a editarse su último libro -La arquitectura del fantasma- donde cuenta su historia. Sus hijos describieron a la obra como "la anticipacion de su muerte"

## Obras publicadas
- El camino de los hiperbóreos, novela, Ed. Paidós, Buenos Aires, 1968.

- Aventuras de los miticistas, novela, Ed. Monte Ávila, Caracas, 1971.

- Personas en pose de combate, novela, Ed. Corregidor, Buenos Aires, 1975.

- Nueva escritura en Latinoamérica, ensayo, Ed. Monte Ávila, Caracas/Buenos Aires, 1977.

- ¡Cavernícolas!, relatos, Ed. Per Abbat, Buenos Aires, 1985.

- El paseo internacional del perverso, nouvelle, Grupo Editor Latinoamericano, Buenos Aires, 1990.

- Ensayos o pruebas sobre una red hermética, ensayos, Grupo Editor Latinoamericano, Buenos Aires, 1990.

- Pathografeia. Los juegos desviados de la literatura, conversaciones, Grupo Editor Latinoamericano, Buenos Aires, 1991.

- Las sagradas escrituras, ensayos críticos, Ed. Sudamericana, Buenos Aires, 1993.

- Memorias de un semidiós, novela, Ed. Perfil, Buenos Aires, 1998.

- El árbol de Saussure, relato-utopía, Ed. Adriana Hidalgo, Buenos Aires, 2000.

- Literal 1973-1977, (compilador), Buenos Aires, Santiago Arcos editor, 2002.

- La Librería Argentina, Córdoba, Alción editora, 2003.

- Diario de la rabia, Rosario, Beatriz Viterbo, 2006. Reescritura de "Nínive" (en Carvernícolas).

- El lugar que no está ahí, Buenos Aires, Losada, 2006. Reescritura de "La historia de historias de Antonio Pigafetta" (en Carvernícolas).

- La arquitectura del fantasma, Buenos Aires, Santiago Arcos, 2006.

- Zettel, narraciones, crítica, pensamientos, Buenos Aires, Ed. Letranomada, 2009.

- La leyenda de Jorge Bonino, Córdoba, Alción editora, 2010. Reescritura del relato homónimo (en Carvernícolas).

- A la santidad del jugador de juegos de azar, Buenos Aires, Mansalva, 2012.